# Arroyo Pedregal
Der Arroyo Pedregal ist ein Fluss in Uruguay.
Er entspringt einige Kilometer westlich von Trinidad. Von dort fließt er auf dem Gebiet des Departamentos Flores in südwestliche Richtung. In der Gegend südwestlich von Trinidad trifft er auf einen weiteren, ebenso dem Einzugsgebiet des Arroyo Grande zuzuordnenden Fluss.